# Wapen van Valkenburg (Limburg)
Het wapen van Valkenburg bestaat uit het sprekend wapen van de voormalige gemeente Valkenburg. De omschrijving luidt:
"Van lazuur beladen met een op een rots staanden burgt van keel, op de burgt is geplaatst een ter linker zijde gekeerden valk en aan den voet derzelve twee valken; voorts het schild bezaaid met ballen, alles van goud."
Geplaatst op een blauw schild staat een rode burcht van vier torens, waarvan de op een na laatste een spits heeft. Op die spits staat een omgewende valk. De twee valken links van de burcht kijken naar rechts. De burcht staat op een stuk grond met rotsen en heuvels. De beschrijving maakt geen melding dat de burcht op een losse grond staat en dat het schild is gedekt met een markiezenkroon.

## Geschiedenis
Oorspronkelijk behoorde het wapen met de burcht en de valken tot het geslacht (Oud-) Valkenburg. Het komt al voor op een wapenzegel uit het begin van de 13e eeuw. Aan het einde van deze eeuw voerden zij een wapen met een leeuw, blijkens een contrazegel uit het jaar 1288. In het voorjaar van 2012 kwamen bij opgravingen nabij het kasteel Valkenburg fragmenten van zegels aan het licht, waaronder een zegel van Walram de Rosse. Het gevonden zegel toont een ruiterzegel die een wapen van een enkelstaartige leeuw draagt. Opmerkelijk is dat er blokjes op het schild en dekkleed staan. Dit wapen werd kortstondig van 1269 tot 1270 gebruikt. Opmerkelijk is dat de beide zegels gebruikt werden. Op een akte van 5 december 1269 zegelde Walram met het ruiter- en wapenzegel naast elkaar.
Op het zegel uit 1306 is zichtbaar dat het om een tweestaartige leeuw gaat met een rode kroon, nagels en tong. Dit wapen werd gevoerd tot de heren van Valkenburg uitstierven en opgevolgd werden door de hertogen van Brabant. Een combinatie van beide wapens stamt uit de 17e eeuw waar de Valkenburgse leeuw een schild draagt met daarop de burcht met valken. De Valkenburgse leeuw moet niet verward worden met de Limburgse leeuw. De Valkenburgse leeuw is ter onderscheid van geheel rood, met een rode kroon, rode tong en rode nagels. De Valkenburgse leeuw staat ook op de vlag van Limburg. Volgens de Hoge Raad van Adel is dit bewust gedaan, wegens de herkenbaarheid van grote afstand. De schepenbank voerde alleen de leeuw, met schildknapen als schildhouders. De drie valken staan symbool voor drie graven (valcken) waarvan de eerste in Dalhem, de tweede in Herzogenrath, de derde in kasteel Valkenburg ging wonen, aldus volgens de toelichting op het wapendiploma. Op 15 september 1819 werd de gemeente bevestigd met het wapen. In de tijd van Valkenburg-Houthem voerde de gemeente hetzelfde wapen met een toevoeging van een vijfbladige kroon tot de gemeente in 1982 bij Valkenburg aan de Geul gevoegd werd. De burcht met de drie valken werd overgenomen in het wapen van Valkenburg aan de Geul.

## Verwante afbeeldingen

Wapen van Beekdaelen
Wapen van Onderbanken

Ambt Montfort
· Amby
· Amstenrade
· Arcen en Velden
· Baexem
· Beegden
· Beek
· Belfeld
· Bemelen
· Berg en Terblijt
· Bingelrade
· Bocholtz
· Borgharen
· Born
· Broekhuizen
· Broeksittard 
· Buggenum
· Bunde
· Cadier en Keer
· Echt 
· Eijsden
· Elsloo
· Eygelshoven
· Geleen
· Gennep
· Geulle
· Grathem
· Grevenbicht
· Gronsveld
· Grubbenvorst
· Gulpen 
· Haelen
· Heel
· Heel en Panheel
· Heer
· Helden
· Herten
· Heythuysen
· Hoensbroek
· Horn
· Horst
· Houthem
· Hulsberg
· Hunsel
· Itteren
· Jabeek
· Kessel
· Klimmen
· Limbricht
· Linne
· Maasbracht
· Maasbree
· Maasniel
· Margraten
· Meerlo
· Meerlo-Wanssum
· Meerssen
· Meijel
· Melick en Herkenbosch
· Merkelbeek
· Mheer
· Montfort
· Munstergeleen
· Neer
· Neeritter
· Nieuwenhagen
· Nieuwstadt
· Noorbeek
· Nuth
· Onderbanken
· Obbicht en Papenhoven
· Ohé en Laak
· Oirsbeek
· Ottersum
· Oud-Valkenburg
· Oud-Vroenhoven
· Posterholt
· Roggel
· Roggel en Neer
· Roosteren
· Schaesberg
· Schimmert
· Schinnen
· Schinveld
· Sevenum
· Simpelveld
· Sint Geertruid
· Sint Odiliënberg
· Sint Pieter
· Sittard
· Slenaken
· Spaubeek
· Stramproy
· Stevensweert
· Susteren
· Swalmen
· Tegelen
· Thorn
· Ubach over Worms
· Ulestraten
· Urmond
· Valkenburg
· Vlodrop
· Wanssum
· Wessem
· Wijlre
· Wijnandsrade
· Wittem